# Adolfo Alegret
Adolfo Alegret Boronat (Tarragona, c. 1849-Barcelona, 1931) fue un historiador español.

## Biografía
Nacido hacia 1849, de «clase humilde», era natural de Tarragona. Fue colaborador a comienzos del siglo XX de Hojas Selectas, redactor de La Vanguardia y autor de obras como Tarragona a través del siglo XIX y El monasterio de Poblet. Falleció a finales del mes de diciembre de 1931 en Barcelona.